# Nikolaus Jonas
Nikolaus Jonas (* 27. Februar 1902 in Saarbrücken; † 5. Oktober 1992 in Trier) war ein römisch-katholischer Geistlicher und Domkapitular in Trier.

## Leben
Von 1920 bis 1925 absolvierte Nikolaus Jonas ein Theologiestudium an der Universität Innsbruck und der Universität Trier und erhielt nach der Priesterweihe eine Anstellung als Kaplan in Neuwied, St. Wendel und Cochem. Von 1936 bis 1940 war er Pfarrer in der Kirche Mariä Geburt in Ottweiler und war anschließend in der gleichen Funktion in der Liebfrauenkirche Trier mit dem Wiederaufbau der zerstörten Kirche beschäftigt.
In dieser Pfarrgemeinde war es üblich, die Osternacht – abweichend der Praxis vieler anderer Pfarren – in den frühen Morgenstunden des Ostertages in deutscher Sprache zu feiern. Erst 1951 wurde diese Praxis „legalisiert“.
Bevor Jonas 1959 mit dem Amt des Regens des Priesterseminars in Trier betraut wurde, war er von 1953 bis 1955 Pfarrer in Plaidt und anschließend bis 1959 Pfarrer in St. Eligius in Völklingen.
Als Regens war er für die Priesterausbildung im Bistum Trier verantwortlich.
In den Jahren von 1966 bis 1983 war er nichtresidierender Domkapitular in Trier.
Von 1977 bis 1987 war er zugleich Gefängnispfarrer in Trier.

## Auszeichnungen und Ehrungen
- 1983 Ehrendomherr in Trier
- 1984 Verdienstorden des Landes Rheinland-Pfalz
- 1989 Medaille des Ordens der Resistenz, Großherzogtum Luxemburg